# Norder Tief
El Norder Tief (en baix alemany Nörder Deep) és un curs d'aigua de la Frísia Oriental a l'estat de Baixa Saxònia a Alemanya. Neix al municipi de Grossheide. El riu rep innombrables petits canals de desguàs (anomenat schloot).
Fins al 1961 desembocava directament al Mar de Wadden a la badia del Leybucht prop del poble de Neuwesteel. Connectava el que aleshores era un port marítim al centre de la ciutat de Norden amb el mar. El 1929 s'hi va estrenar una resclosa de desguàs que només podia obrir-se a baixamar. La badia va continuar enllotant-se el que va dificultar el desguàs dels pòlders. El 1962 es va estrenar una estació de bombatge. L'enllotament va continuar i acabar fent impossible la navegació. Un pla inicial de polderitzar tota la badia va ser abandonat per raons de protecció de la natura. Als anys 1990 es va construir un nou canal, l'Störtebekerkanal que condueix les aigües via una conca d'espera, el Leyhörner Sieltief i el port de Greetsiel cap al mar del nord. Queda navegable per a barques planes i canoes.

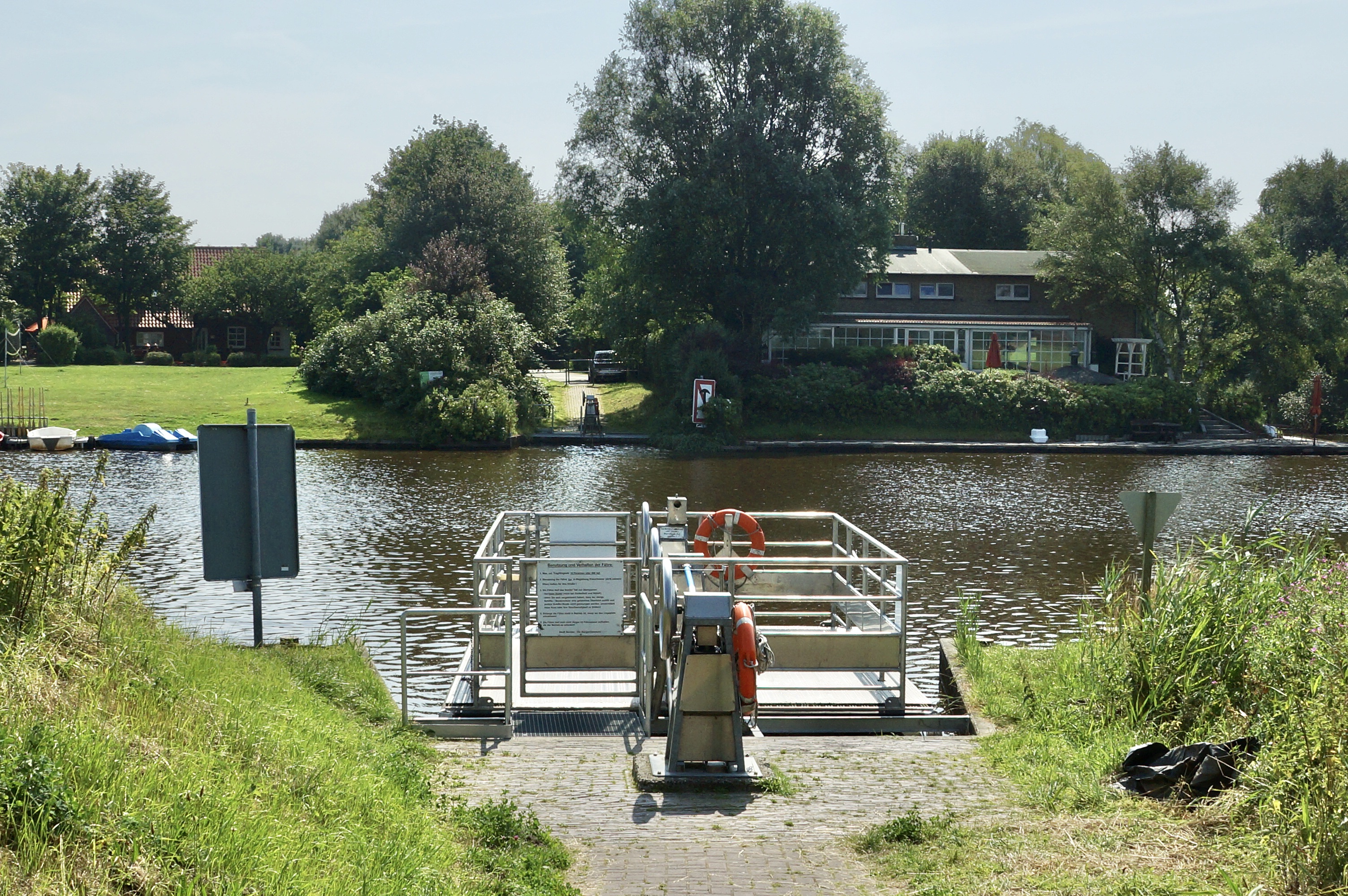
El transbordador per a vianants Kurbelpünt

Segons un informe oficial del 2016, la qualitat de l'aigua era dolenta en molts criteris i el riu pateix, entre d'altres d'eutrofització pels efluents agraris, salinització d'origen freàtic, i l'absència de zones de transició entre el riu i les terres de conreu o els prats. Tot i que l'entrada de peixos migratoris és difícil per les rescloses i l'estació de bombatge, queda un riu ric en peix, molt estimat pels pescadors esportius.

## Afluents principals
- Aldingaster Tief
- Friederikentog
- Langhauser Tief
- Sieltog
- Marschtief

## Llocs d'interès
- La ciutat de Norden
- «Kurbelpünt», un pas de barca per a vianants i ciclistes a Neuwesteel, accionada amb una politja manual[6]